# Est du Sergipe

Étendue de la région Est du Sergipe.

La région Est du Sergipe est l'une des 3 mésorégions de l'État du Sergipe. Elle regroupe 42 municipalités groupées en 7 microrégions.

## Données
La région compte 1 333 613 habitants pour 8 785 km².

## Microrégions
La mésorégion Est du Sergipe est subdivisée en 7 microrégions:
- Aracaju
- Baixo Cotinguiba
- Boquim
- Cotinguiba
- Estância
- Japaratuba
- Propriá